# 北京皇城艺术馆
北京皇城艺术馆，位于北京市东城区南池子大街菖蒲河沿9号，是展示明清北京皇城历史文化的博物馆。

## 简介
北京皇城艺术馆位于菖蒲河公园内。作为北京市人民政府的重点项目及明清北京皇城保护工作的组成部分，北京皇城艺术馆自2002年初开始筹建，同年9月主体建筑完工。2002年10月，中共中央总书记、国家主席、中央军委主席江泽民视察了筹备中的北京皇城艺术馆，并为该馆题写馆名。2003年6月20日，北京皇城艺术馆举行开馆典礼，正式对外开放。
北京皇城艺术馆是北京市唯一的系统研究、挖掘、展示北京皇城衙暑、仓库、坛庙、园林及拱卫服务、物品管理、祭祀拜祖、戏剧演出等文化的专业博物馆。馆舍是砖木结构仿古四合院式建筑，分为地上、地下两层，建筑面积4500平方米，展览面积2500平方米，共有三个展厅、一个多功能厅。“皇城风情展”是该馆的基本陈列，以明清北京皇城历史遗迹为主线，通过文物、图片、模型、文字等展示北京皇城历史文化。